# بیمارستان لوتری هایدوم
بیمارستان لوتری هایدوم (به لاتین: Haydom Lutheran Hospital) یک بیمارستان در تانزانیا است که در Haydom واقع شده‌است.